# Luis Guillermo Plata
Luis Guillermo Plata Páez  (Bogotá, 1967) es un político, diplomático, empresario y emprendedor colombiano. Embajador de Colombia en España (desde febrero de 2021).

## Biografía
Graduado de Harvard Business School. Cuenta con una amplia trayectoria en los sectores público, privado y sin ánimo de lucro. 
Luis Plata inició su carrera en el sector público colombiano en los años 90 en la Embajada de Colombia en Japón. Al poco tiempo fue nombrado Director de la  Oficina Comercial de Proexport (hoy ProColombia) en Tokio; y de allí pasó a abrir y a dirigir las Oficinas Comerciales en Taipéi y Hong Kong. 
Posterior a su trabajo en Asia, fue consultor de McKinsey & Company y luego se radicó en Estados Unidos, donde fundó su propia compañía en Silicon Valley, junto con otros tres graduados del MBA de Harvard Business School. 
En 2001 regresó a Colombia  y se vinculó como Director Ejecutivo y representante legal de la campaña que llevó al Presidente Álvaro Uribe a su primer periodo de gobierno. Un año más tarde fue designado presidente de Proexport, cargo que desempeñó hasta 2017 cuando asumió como Ministro de Comercio, Industria y Turismo. 
Fue Gerente para el Manejo Integral de la Pandemia Covid-19 (2020), fundador y presidente de ProBogotá (2014 – 2018) y presidente de ProExport, hoy ProColombia (2002 – 2006). Ha sido fundador de varias empresas y consultor con McKinsey & Co. 
En febrero de 2021, fue nombrado Embajador de Colombia en España por el presidente Iván Duque Márquez.